# Даймонд, Питер
Питер Артур Даймонд (англ. Peter A. Diamond; род. 29 апреля 1940, Нью-Йорк) — американский экономист. Известен анализом безопасности США и социальной политики и работой в качестве советника Консультативного совета по социальному обеспечению в конце 1980-х и 1990-х годов. Лауреат Нобелевской премии по экономике 2010 года, совместно с Дэйлом Мортенсеном и Кристофером Писсаридесом, «за исследования рынков с поисковыми помехами».

## Образование и карьера
Питер Даймонд родился в Нью-Йорке в семье выходцев из еврейских семей из Российской империи и Румынии. Его отец был адвокатом, мать — бухгалтером. Учился в средних школах в Бронксе и Вудмере.
Питер Даймонд получил степень бакалавра математики в Йельском университете в 1960 году и защитил докторскую диссертацию в Массачусетском технологическом институте в 1963 году. Он был доцентом в Университете Калифорнии, Беркли, с 1964 по 1965 год до перехода в 1966 году на факультет Массачусетского технологического института в качестве доцента. Даймонд был назначен профессором в 1970 году, занимал должность начальника Департамента экономики с 1985 по 1986 год и получил звание институтского профессора в 1997 году.
Даймонд в 1968 году был избран членом эконометрического общества и занимал пост его президента. В 2003 году он занимал пост президента Американской экономической ассоциации. Он является членом Американской академии искусств и наук (1978), членом Национальной академии наук (1984) и членом-учредителем Национальной академии социального страхования (1988). В 2008 году Даймонд получил премию Роберта М. Болла за выдающиеся достижения в области социального страхования.
Даймонд написал книгу о социальном обеспечении с Питером Орзагом, бывшим директором Административно-бюджетного управления президента Обамы, под названием «Сохранение социального обеспечения: сбалансированный подход 2004 года».
29 апреля 2010 года Даймонд был объявлен президентом Обамой в качестве одного из трёх кандидатов на занятие трёх вакансий в Совете управляющих Федеральной резервной системы. 5 августа Сенат рассмотрел, но отклонил кандидатуру Даймонда. Президент Обама повторно выдвинул его кандидатуру на рассмотрение Сената 13 сентября.
Бен Бернанке, бывший председатель Федеральной резервной системы, был студентом Даймонда. Под его началом защищался и Эммануэль Саэс; в 2011 году исследование в соавторстве Даймонда и Саэса определило оптимальный потолок налоговой ставки в США в 73 %.
В октябре 2010 года Питер Даймонд был удостоен Нобелевской премии по экономике 2010 года, совместно с Дэйлом Мортенсеном и Кристофером Писсаридесом «за исследования рынков с моделями поиска».

## Профессиональная деятельность
Даймонд внёс фундаментальный вклад в различных областях, в том числе государственного долга и накопления капитала, рынки капитала и разделения рисков, оптимального налогообложения, поиск и согласование на рынках труда и социального страхования.

### Политика социального страхования
Даймонд сосредоточил большую часть своей профессиональной карьеры на анализе политики американского социального обеспечения, а также его аналогов в других странах, таких, как Китай. В многочисленных статьях в журналах и книгах он представил анализ программы социального обеспечения в целом и американской Администрации социального обеспечения, в частности. Он предлагал корректировку политики социального обеспечения, такую, как небольшое увеличение отчислений на социальное страхование, использование актуарных таблиц для корректировки изменений в продолжительности жизни и увеличение доли доходов, подлежащих налогообложению.

### Модель Самуэльсона — Даймонда
В 1965 году Питер Даймонд объединил модель будущего лауреата Нобелевской премии по экономике Пола Самуэльсона о причинах существования процентного дохода на капитал и модель экономического роста Солоу с учётом дополнений модели Рамсея и получил модель анализа сбережений экономике и превращения их в инвестиции. Итоговая модель была названа «Модель пересекающихся поколений» (англ. Overlapping generations model), называемая также моделью Самуэльсона — Даймонда.